# Győző Kulcsár
Győző Kulcsár (18. října 1940, Budapešť, Maďarsko – 19. září 2018, Budapešť) byl maďarský sportovní šermíř, který se specializoval na šerm kordem. Byl strýcem pozdějšího maďarského reprezentanta v šermu kordem Krisztiána Kulcsára.
Maďarsko reprezentoval v šedesátých a sedmdesátých letech. Na olympijských hrách startoval v roce 1964, 1968, 1972 a 1976 pokaždé v soutěži jednotlivců a v družstvech. V soutěži jednotlivců vybojoval zlatou olympijskou medaili v roce 1968 a později přidal dvě bronzové olympijské medaile. Na mistrovství světa své postavení v soutěži jednotlivců nepotvrzoval. Patřil k oporám maďarského družstva kordistů, se kterým získal v letech 1964, 1968 a 1972 tři zlaté olympijské medaile v řadě a v letech 1970, 1971 a 1978 získal s maďarským družstvem titul mistra světa.